# Aleksander Baurowicz
Aleksander Baurowicz (ur. 1 grudnia 1867 we Lwowie, zm. 10 lutego 1949 w Żywcu) – polski otolaryngolog. 

## Życiorys
Syn Wincentego Baurowicza i Karoliny z Pomianowskich. Po ukończeniu w 1886 gimnazjum klasycznego rozpoczął studia na Wydziale Lekarskim Uniwersytetu Jagiellońskiego. 28 lutego 1892 uzyskał dyplom doktora wszech nauk z wyróżnieniem, w kwietniu tego samego roku wyjechał do Wiednia, gdzie był słuchaczem prywatnych kursów medycznych z zakresu laryngologii u prof. Karla Stoerka, otiatrii Josefa Grubera i Adama Politzera oraz w Klinice Dermatologii u prof. Moritza Kaposiego. Od 1 października 1892 był elewem w klinice kierowanej przez Karla Stoerka, pracował tam do 1894 prowadząc badania anatomopatologiczne. Po powrocie do Krakowa w maju 1894 został asystentem na Oddziale Laryngologicznym w Szpitalu św. Łazarza, w 1896 jako drugi w kraju przedstawił i obronił pracę habilitacyjną z zakresu laryngologii pt. "O twardzieli (skleroma)". 22 maja 1896 wygłosił wykład habilitacyjny "O ośrodkach i nerwach krtaniowych ze względu na fonację", który opublikowano w Przeglądzie Lekarskim. 23 lipca 1896 został mianowany docentem prywatnym z dziedzinie laryngologii. Poza laryngologią zajmował się również otiatrią oraz prowadził kliniczne ambulatorium chorób uszu. W 1900 zrezygnował z pracy w klinice i skupił się na prowadzeniu prywatnej praktyki lekarskiej w założonej przez siebie lecznicy. Na podstawie specjalnego reskryptu Ministerstwa Oświaty i Wychowania z dnia 6 maja 1906 venia legendi Aleksandra Baurowicza zostało rozszerzone o otologię. 3 lutego 1908 otrzymał nominację na tytularnego profesora nadzwyczajnego laryngologii i otiatrii. 1 kwietnia 1919 otrzymał mianowanie na etatowego profesora nadzwyczajnego laryngologii i otiatrii oraz stanowisko kierownika Katedry Otolaryngologii Uniwersytetu Jagiellońskiego. Równocześnie został zobowiązany przez Radę Wydziału Lekarskiego do zapewnienia w klinice warunków do pracy naukowej i dydaktycznej prof. Franciszkowi Nowotnemu, co rodziło konflikty. W 1919 po raz pierwszy przeprowadził pełną laryngektomię całkowitą. W 1920 komisja laryngologiczna Rady Wydziału Lekarskiego Uniwersytetu Jagiellońskiego podzieliła Klinikę na część laryngologiczną kierowaną przez prof. Baurowicza i otiatryczną pod kierunkiem prof. Nowotnego. W 1925 po śmierci prof. Nowotnego Aleksander Baurowicz objął kierownictwo całej kliniki i zajmował to stanowisko do przejścia na emeryturę 31 października 1934. Przeprowadził się wówczas do Żywca, gdzie prowadził praktykę lekarską. Zmarł w wyniku choroby nowotworowej 10 lutego 1949.

## Dorobek naukowy
Aleksander Baurowicz ogłosił w czasopismach polskich, austriackich i niemieckich 60 publikacji naukowych i klinicznych z zakresu laryngologii. Dotyczyły one zmian chorobowych, wyników badań histologicznych i bakteriologicznych. Szczególnie dużo prac poświęcił twardzieli, gruźlicy oraz chorobom nowotworowym górnych dróg oddechowych i ucha. Opisywał leczeniu zwężenia krtani przy zastosowaniu przez siebie zaprojektowanych kaniul, który wszywał pacjentom w krtań lub tchawicę na dwa lata. Przedstawił sposób usuwania polipa choanalnego przez jamę nosa przy użyciu pętli. 
Od 1894 przez pięć lat publikował w prasie lekarskiej sprawozdania z kierowanego przez prof. Przemysława Wiktora Odrowąża-Pieniążka Oddziału Laryngologii szpitala św. Łazarza w Krakowie. W 1930 Bratnia Pomoc Medyków Uniwersytetu Jagiellońskiego wydała w formie książki wykłady Baurowicza pt. "Choroby górnych dróg oddechowych, narządu słuchowego oraz jamy ustnej i przełyku”.

## Członkostwo
- Towarzystwo Powszechna Poliklinika Krakowska (od 1907 członek tymczasowego zarządu)
- Towarzystwo Lekarskie Krakowskie (od 1912)
- Polskie Towarzystwo Otolaryngologiczne (od 1919, w latach 1933-1935 przewodniczący sekcji krakowskiej)